# (14097) Capdepera
(14097) Capdepera ist ein Asteroid des Hauptgürtels, der am 11. August 1997 von den spanischen Astronomen Rafael Pacheco und Ángel López Jiménez am Consell-Observatorium (Observatori Astronomic de Consell) in Consell (IAU-Code 176) entdeckt wurde.
Der Asteroid wurde am 13. Oktober 2000 nach der Gemeinde Capdepera in der Region (Comarca) Llevant im Osten der Baleareninsel Mallorca und dem gleichnamigen Verwaltungssitz benannt. Ángel López Jiménez lebte lange Jahre in der Kleinstadt.